# Apeadero de Alhadas-Brenha
El Apeadero de Alhadas, originalmente conocido como Apeadero de Brenha y posteriormente como Apeadero de Alhadas-Brenha, es una plataforma ferroviaria desactivada del Ramal de Figueira da Foz, que servía a las localidades de Alhadas y Brenha, en el Distrito de Coímbra, en Portugal.

## Historia

### Apertura al servicio
Este apeadero se encuentra en el tramo entre las Estaciones de Figueira da Foz y Vilar Formoso, que fue inaugurado el 3 de agosto de 1882, por la Compañía de los Caminhos de Ferro Portugueses de Beira Alta.
El 20 de septiembre de 1936, el apeadero de Alhadas bajó de categoría, pasando a ser una parada.

### Cierre del Ramal de Figueira da Foz
El Ramal de Figueira da Foz fue cerrado a la circulación ferroviaria el 5 de enero de 2009, por motivos de seguridad; la operadora Comboios de Portugal organizó un servicio de transporte de sustitución, que fue terminado el 1 de enero de 2012.